# Hoàng Niệm
Hoàng Niệm (1924 - 15 tháng 07 năm 2020) là một sĩ quan cấp cao của Quân đội nhân dân Việt Nam, hàm Thiếu tướng, nguyên Tư lệnh Binh chủng Thông tin liên lạc.

## Tiểu sử
- Thiếu tướng Hoàng Niệm sinh tại xã Nghi Thuận, huyện Nghi Lộc, tỉnh Nghệ An.
- Năm 1942 đồng chí làm công nhân tiện, Nhà máy xe lửa Trường Thi;
- Từ tháng 8-1945 đến tháng 1-1946, Bí thư Việt Minh Tổng, Bí thư Thanh niên huyện Nghi Lộc, Nghệ An;
- Từ tháng 2-1946 đến tháng 1-1947, học viên Trường Võ bị Khóa II;
- Từ tháng 1-1948 đến tháng 10-1951, Trung đội trưởng, Phó đại đội trưởng, Đại đội trưởng, Phó tiểu đoàn trưởng, Hiệu ủy viên Trường Sĩ quan Lục quân;
- Từ tháng 11-1951 đến tháng 7-1952, Phó tiểu đoàn trưởng, Tiểu đoàn 5, Trung đoàn 44;
- Từ tháng 8-1952 đến tháng 7-1953, Phó tiểu đoàn trưởng thuộc Trung đoàn 98, Sư đoàn 316;
- Từ tháng 8-1953 đến tháng 7-1954, Chính trị viên Tiểu đoàn 215, Đảng ủy viên Trung đoàn 98, Sư đoàn 316;
- Từ tháng 8-1954 đến tháng 5-1955, Phụ trách Chính ủy, Bí thư Đảng ủy Trung đoàn 98, Sư đoàn 316, Quân khu 2;
- Từ tháng 6-1955 đến tháng 3-1961, học viên Học viện Thông tin Liên Xô;
- Từ tháng 4-1961 đến tháng 8-1978, Phó cục trưởng Cục Thông tin liên lạc, Bộ Tổng Tham mưu; Phó Tư lệnh Binh chủng Thông tin liên lạc;
- Từ tháng 9-1978 đến tháng 11-1978, Học viên Học viện Quân sự cấp cao;
- Từ tháng 12-1978 đến tháng 1-1990, Tư lệnh Binh chủng Thông tin liên lạc;
- Đồng chí được thăng quân hàm Thiếu tướng tháng 12 năm 1984;
- Tháng 1-1990, đồng chí được Đảng, Nhà nước, Quân đội cho nghỉ hưu.